# ?...
?... [Interrogant] va ser una publicació setmanal política i humorística editada a Igualada l'any 1932.

## Descripció
Portava el subtítol «Setmanari agredolç».
S'imprimia als tallers de Nicolau Poncell. Tenia quatre pàgines, a tres columnes, amb un format de 35 x 25 cm. El primer número va sortir el 13 de febrer de 1932 i l'últim, el 22, el 5 d'agost del mateix any.

## Continguts
Les primeres paraules de l'article de presentació deien «El panorama que ens ofereix la segona República espanyola, després d'aprovada la Constitució, va emmarcat per un enigmàtic i enutjós interrogant. Els que confiaven de bona fe en el seu adveniment ... esbatanen avui immensament els ulls decebuts i alarmats per l'apassionament i inèpcia amb que són tractats els problemes més vitals pels qui detenten el regisme de l'Estat ... Interrogant ve al món amb unes ganes enormes de bregar per a donar la mà als homes de bona voluntat i amargar l'existència als embaucadors professionals de la política». El pseudònim pertanyia a Antoni Jorba Soler, que havia estat director de Diari d'Igualada
En un altre article saludaven els altres periòdics locals dient «Ara per ara, a Diari d'Igualada una encaixada afectuosa i a La Defensa li recomanem que es posi a la defensiva».
Era un periòdic polític «de dretes», però amb un aire humorístic, alhora que crític envers els seus contraris.
Hi havia articles d'informació política, propaganda de mítings i conferències, caricatures, acudits i notícies curtes dels fets més destacats de la vida ciutadana.
Hi havia col·laborat Ramon Solsona i Cardona i Jeroni Alegre. La il·lustració de la capçalera estava signada per Montfort.

## Localització
- Biblioteca Central d'Igualada. Plaça de Cal Font. Igualada (col·lecció completa).